# Peter Bamm
Peter Bamm (eigentlich Curt Emmrich; * 20. Oktober 1897 in Hochneukirch, heute Jüchen, Rhein-Kreis Neuss; † 30. März 1975 in Zollikon/Kanton Zürich, Schweiz) war ein deutscher Schiffsarzt, Chirurg, Journalist und Schriftsteller.

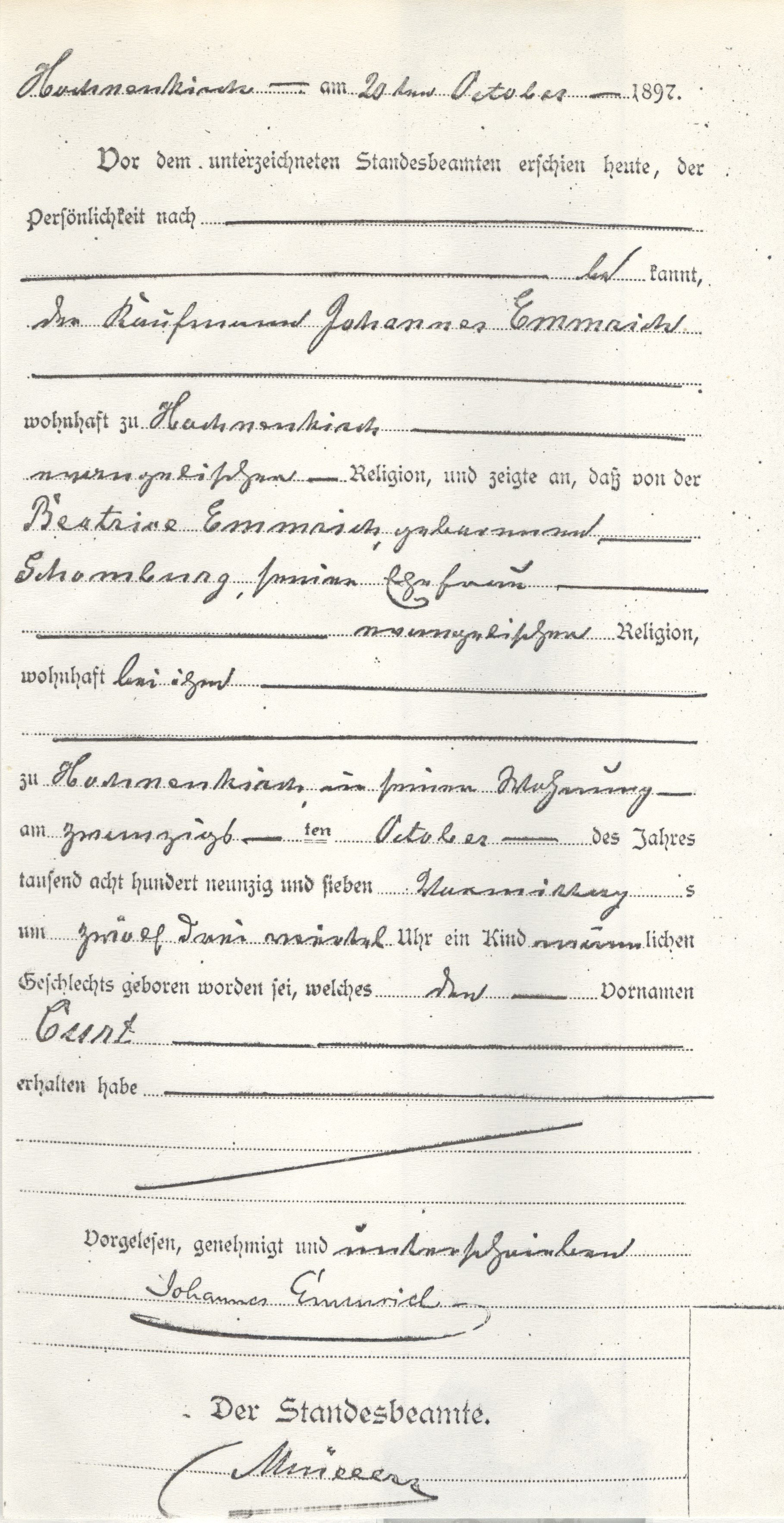
Geburtsurkunde

## Leben
Curt Emmrich wurde im rheinländischen Hochneukirch geboren, verbrachte jedoch den wichtigsten Teil seiner Jugend in Sachsen, da die Mutter kurz nach dem Tod seines Vaters dorthin gezogen war.
Später meldete er sich als Freiwilliger im Ersten Weltkrieg. Er war dort zuletzt Leutnant der Reserve und Führer der 9. Kompanie im 1. Königlich Sächsischen Leib-Grenadier-Regiment Nr. 100. In dieser Eigenschaft übernahm er im April 1918 das III. Bataillon des Regiments (nachdem der Bataillonskommandeur und sein Adjutant fielen) und konnte einen französischen Panzerangriff verstärkt durch zahlreiche Kompanien abwehren. Dafür wurde er am 29. April desselben Jahres mit dem Ritterkreuz des Militär-St.-Heinrichs-Ordens ausgezeichnet. Über gemeinsame Erlebnisse an der Westfront berichtet der kommunistische Schriftsteller Ludwig Renn in seinen Lebenserinnerungen. Nach 1918 studierte Peter Bamm in München, Göttingen und Freiburg im Breisgau Medizin und Sinologie. Promoviert wurde er in Medizin. Als Schiffsarzt unternahm er in den Jahren zwischen 1926 und 1934 zahlreiche Weltreisen, bevor er sich in den 1930er Jahren als Facharzt für Chirurgie in Berlin-Wedding niederließ. Während des Zweiten Weltkrieges diente er als Stabsarzt an der West- und Ostfront, worüber er in seinem Buch Die unsichtbare Flagge berichtet.
Emmrichs humanistische Schulbildung weckte sein Interesse für unterschiedliche Wissensgebiete. Dies war, ebenso wie seine berufliche Tätigkeit als Arzt, Ausgangspunkt für eine erfolgreiche Tätigkeit als Journalist und Schriftsteller, zu der er sich sein Pseudonym Peter Bamm zugelegt hatte. Schon in den 1920er Jahren verfasste er regelmäßig Feuilletonartikel für die Deutsche Allgemeine Zeitung, kurz DAZ, unter ihrem Chefredakteur Fritz Klein. Dieser gründete 1933 die Wochenzeitung Deutsche Zukunft, bei der Peter Bamm seine journalistische Tätigkeit fortsetzte.
Später schrieb Emil Dovifat vom Lehrstuhl für Zeitungswissenschaften über diese Zeitung: „Das Blatt hatte Verbindung zur Mittwochsgesellschaft und den Männern, welche später am 20. Juli 1944 tätig wurden. Es behauptete sich mit überlegener Sachkunde und überspielte mit geistiger Equilibristik seine Wächter.“ Die Deutsche Zukunft wurde im Jahr 1940 in die neu geschaffene Wochenzeitung Das Reich überführt. Bamm erhielt ein Angebot über eine Mitarbeit im neuen Blatt, was er aber ablehnte. Er meldete sich freiwillig als Arzt zum Kriegsdienst bei der Wehrmacht und nahm zunächst am Frankreichfeldzug, später am Russlandfeldzug teil. An direkten Kampfhandlungen war er nicht beteiligt, er war ständig Leiter eines Lazaretts. In dieser Funktion behandelte er auch viele feindliche Kriegsgefangene und die Zivilbevölkerung der besetzten Länder.
Gegen Ende des Krieges schaffte es seine Kompanie, vor der Roten Armee evakuiert zu werden, und er kam nach Dänemark. Hier wurde er von der British Army gefangen genommen und, immer noch im Status eines Gefangenen, nach Deutschland verbracht. Da die Alliierten zu diesem Zeitpunkt auf der Suche nach unbelasteten Deutschen waren, um Presse und Radio wieder aufzubauen, wurde Bamm um Mitarbeit beim Hamburger British Forces Broadcasting Service für das Programm des British Forces Network (kurz BFN) gebeten. Noch in Uniform fing er an. Anfang der 50er Jahre verstärkte sich auch sein Interesse an der Phänomenologie, einer auf die Erkenntnis des Wesens aller Dinge zielenden philosophischen Richtung nach Edmund Husserl; der Bayerische Rundfunk sendete drei Dispute mit der Münchener Phänomenologin Hedwig Conrad-Martius, die auch als Buch erschienen.
Von 1952 bis 1957 unternahm Bamm Studienreisen in den Vorderen und Mittleren Orient. Danach arbeitete er als Feuilletonist bei verschiedenen Berliner Zeitungen. Über seine Erlebnisse im Zweiten Weltkrieg schrieb er das Buch Die unsichtbare Flagge. Bamm wollte nachweisen, dass es im Zweiten Weltkrieg durchaus Menschlichkeit (im Sanitätswesen) gegeben habe. Seine Autobiographie Eines Menschen Zeit wurde vielfach verkauft. 1960 erhielt Bamm die Paracelsus-Medaille der deutschen Ärzteschaft. Seit 1956 war er Mitglied der Deutschen Akademie für Sprache und Dichtung.

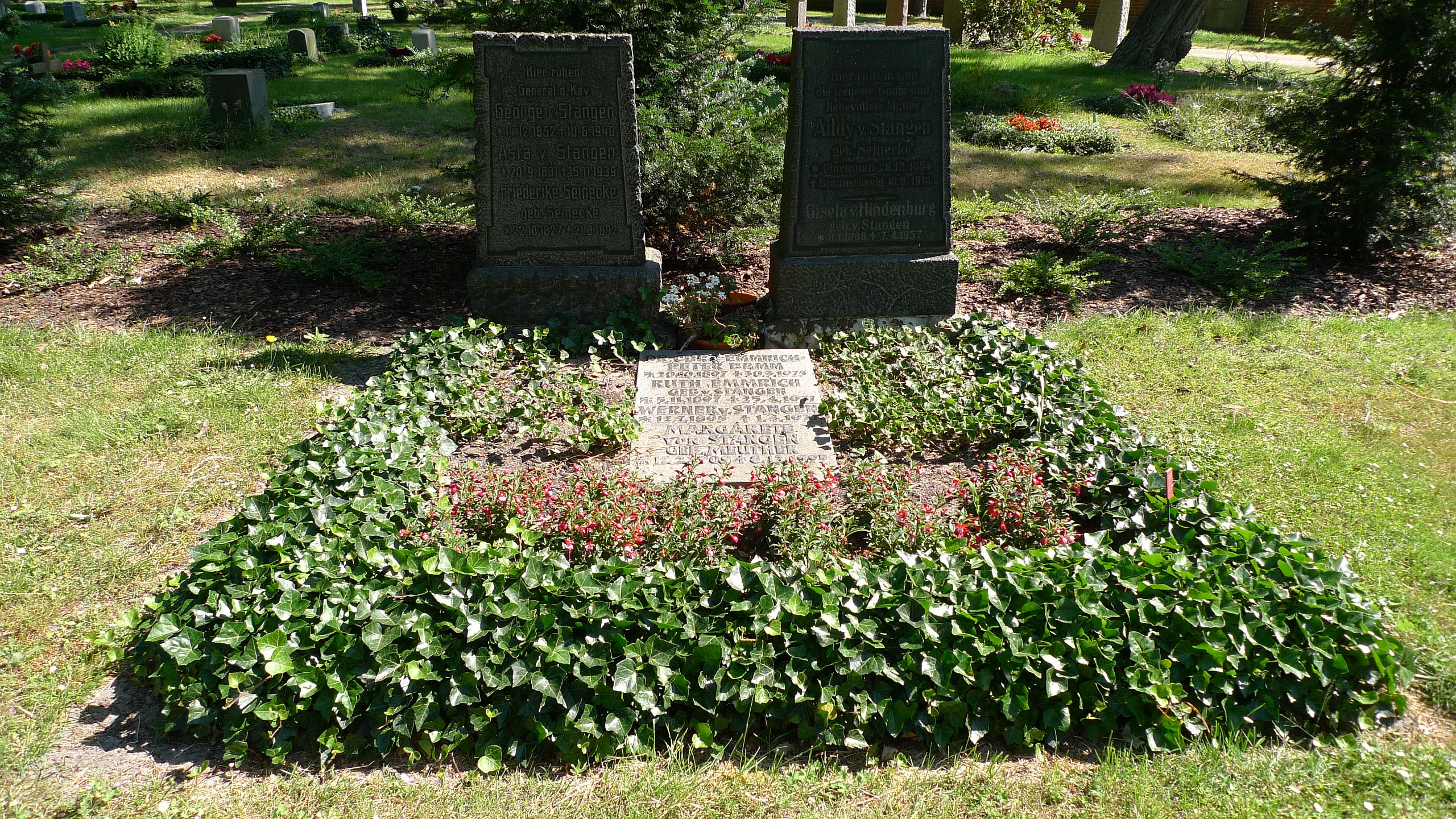
Grab auf dem Stöckener Friedhof

Peter Bamm war verheiratet mit Ruth von Stangen, Tochter eines Generals und geschiedene Frau eines Hamburger Arztes. Das Paar adoptierte die Enkelin der Ehefrau aus erster Ehe. Sein Grab befindet sich auf dem Stadtfriedhof Stöcken (Abteilung 32 D, Nr. 16) in Hannover. Nach ihm ist in Munster seit 1986 die Peter-Bamm-Kaserne benannt und 1972 in seinem Geburtsort Hochneukirch eine Mehrzweckhalle.

## Ehrungen
- 1972: Großes Verdienstkreuz der Bundesrepublik Deutschland

## Werke
Peter Bamm veröffentlichte zahlreiche, oft sehr geistreiche und ironische Feuilletons und skurril-phantasievolle Kurzgeschichten. Neben seinen naturwissenschaftlichen und medizinischen Essays verfasste er kulturhistorische Reiseberichte, Essays, eine Biografie und seine Autobiografie.
- Peter Bamms kleine Weltlaterne (Essay-Sammlung), 1935.
- Der i Punkt, Der Kleinen Weltlaterne zweiter Schein, Peter Bamms neue Chronik (Essay-Sammlung), 1937.
- Ex ovo. Essays über die Medizin. Stuttgart 1948.
- Das Lebendige. Die Endlichkeit der Welt. Der Mensch. Drei Dispute mit Hedwig Conrad-Martius, 1951.
- Die unsichtbare Flagge (Kriegsbericht), Kösel Verlag, München 1952, als Taschenbuch: Knaur, München 1963, ISBN 3-426-00016-4.
- Frühe Stätten der Christenheit (Reisebericht), München 1955, ISBN 3-466-10017-8.
- Wiege unserer Welt, 1958 (Hrsg.).
- Welten des Glaubens, 1959.
  - als Knaur-Taschenbuch: Droemersche Verlagsanstalt Th. Knaur Nachf., München/Zürich 1963.
- An den Küsten des Lichts (Reisebericht), 1961. (Platz 1 der Spiegel-Bestsellerliste vom 8. November 1961 bis zum 16. Januar 1962)
- Anarchie mit Liebe (Essay-Sammlung), 1962. (Platz 1 der Spiegel-Bestsellerliste vom 20. März bis zum 2. April 1963)
- Alexander oder die Verwandlung der Welt (Biografie), Droemersche Verlagsanstalt, Zürich 1965. (Platz 1 der Spiegel-Bestsellerliste vom 14. bis zum 27. März 1966)
- Alexander der Große. Ein königliches Leben, 1968.
- Adam und der Affe (Essay-Sammlung), 1969.
- Eines Menschen Zeit. Zürich 1972 (Autobiografie). (Platz 1 der Spiegel-Bestsellerliste vom 2. Oktober 1972 bis zum 8. April 1973)
- Am Rande der Schöpfung, (Essays und Kolumnen), 1974.
- Fester kleiner Platz Biberach an der Riss, Biberach an der Riss, Dr. Karl Thomae GmbH (Hrsg.), Neuauflage 1977, DNB-Link

Gesamtausgabe:
- Werke in zwei Bänden, 1230 S., Droemer, Zürich, 1967.